# Швидкодіючий вимикач

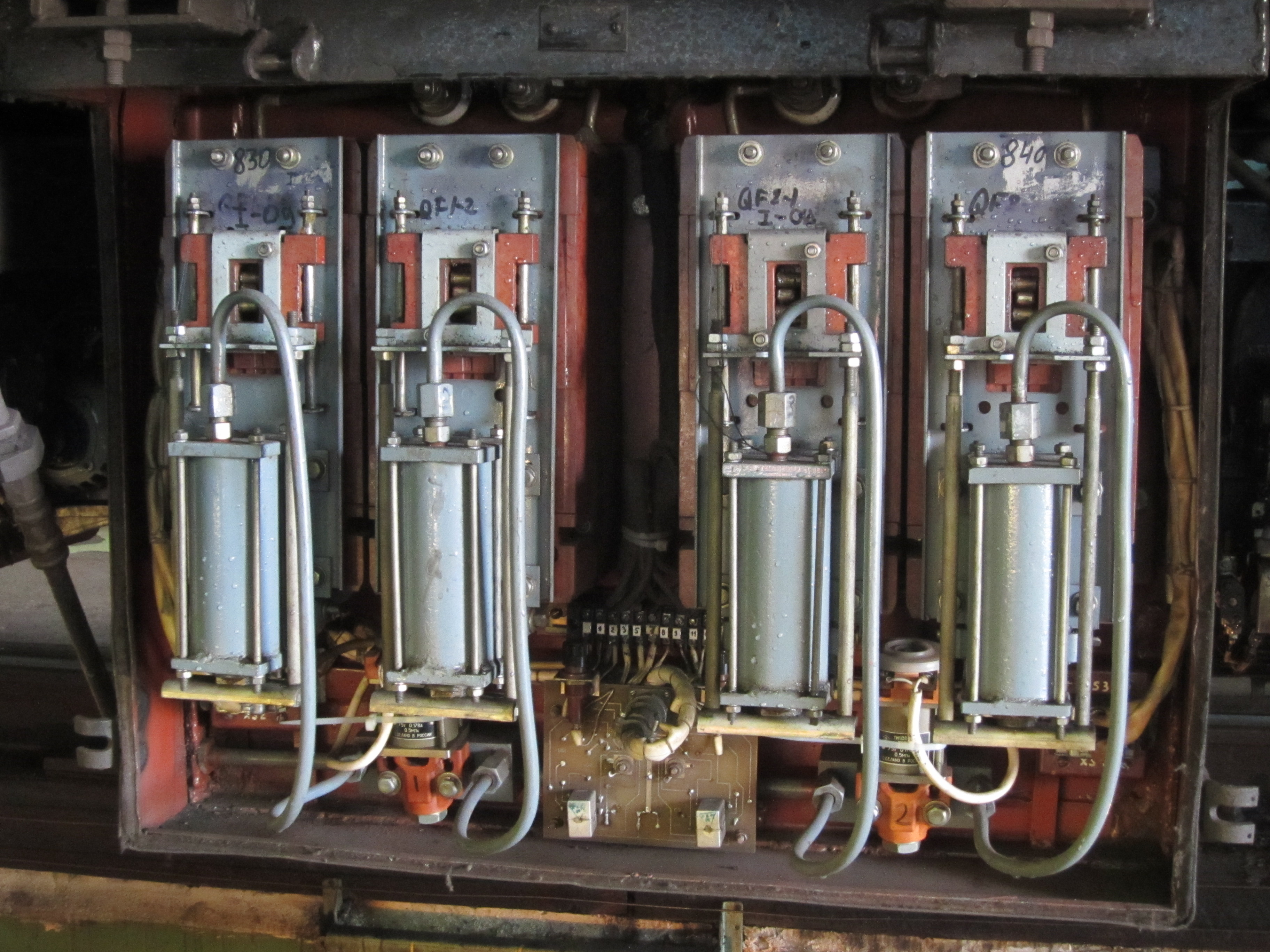
Швидкодіючий вимикач ЯВ-1001. Вагон метро 81-717

Швидкодіючий вимикач (ШВ) — комутаційний апарат, який застосовується в системах тягового електрозабезпечення і на електрорухомому складі для захисту електричних кіл постійного струму при коротких замиканнях і перенавантаженнях, а також для оперативного відключення кіл постійного струму. ШВ характеризуються вимикаючою здатністю, яка виражається найбільшим значенням струму короткого замикання, який вони надійно вимикають при перенавантаженнях електричних кіл.

## Класифікація швидкодіючих вимикачів
- За призначенням:
лінійні (фідерні)
катодні
- За напрямком дії:
поляризовані — зпрацьовують не тільки від сили струму, але і від його напрямку
неполяризовані — зпрацьовують тільки в залежності від сили струму
- За способом досягнення швидкодії:
з пружинним відключенням
з пружинно-магнітним відключенням
з електромагнітним відключенням